# Мілфорд (Мічиган)
Мілфорд (англ. Milford) — селище (англ. village) в США, в окрузі Окленд штату Мічиган. Населення — 6520 осіб (2020).

## Географія
Мілфорд розташований за координатами 42°35′18″ пн. ш. 83°36′6″ зх. д. / 42.58833° пн. ш. 83.60167° зх. д. (42.588286, -83.601682).  За даними Бюро перепису населення США в 2010 році селище мало площу 6,53 км², з яких 6,29 км² — суходіл та 0,24 км² — водойми.

## Демографія
Згідно з переписом 2010 року, у селищі мешкало 6175 осіб у 2589 домогосподарствах у складі 1719 родин. Густота населення становила 946 осіб/км².  Було 2777 помешкань (426/км²).
Расовий склад населення:
| - 95,7 % — білих - 0,7 % — азіатів - 0,6 % — корінних американців - 0,6 % — чорних або афроамериканців |

До двох чи більше рас належало 1,7 %. Частка іспаномовних становила 2,0 % від усіх жителів.
За віковим діапазоном населення розподілялося таким чином: 23,5 % — особи молодші 18 років, 63,6 % — особи у віці 18—64 років, 12,9 % — особи у віці 65 років та старші. Медіана віку мешканця становила 40,8 року. На 100 осіб жіночої статі у селищі припадало 90,3 чоловіків;  на 100 жінок у віці від 18 років та старших — 85,0 чоловіків також старших 18 років.
Середній дохід на одне домашнє господарство  становив 93 830 доларів США (медіана — 77 350), а середній дохід на одну сім'ю — 114 139 доларів (медіана — 104 100). Медіана доходів становила 69 077 доларів для чоловіків та 49 208 доларів для жінок. За межею бідності перебувало 7,3 % осіб, у тому числі 7,0 % дітей у віці до 18 років та 6,0 % осіб у віці 65 років та старших.
Цивільне працевлаштоване населення становило 3314 особи. Основні галузі зайнятості: освіта, охорона здоров'я та соціальна допомога — 22,8 %, виробництво — 17,0 %, роздрібна торгівля — 15,5 %.